# DN2E
De DN2E (Drum Național 2E of Nationale weg 2E) is een weg in Roemenië. Hij loopt van Fălticeni via Solca en Vicovu de Sus naar Oekraïne. De weg is 88 kilometer lang.

## Europese wegen
De volgende Europese weg loopt met de DN2E mee:
- in Păltinoasa (dubbelnummering met DN17)